# Desaiganj
Desaiganj è una città dell'India di 24.786 abitanti, situata nel distretto di Gadchiroli, nello stato federato del Maharashtra. In base al numero di abitanti la città rientra nella classe III (da 20.000 a 49.999 persone).

## Geografia fisica
La città è situata a 20° 38' 12 N e 79° 59' 09 E.

## Società

### Evoluzione demografica
Al censimento del 2001 la popolazione di Desaiganj assommava a 24.786 persone, delle quali 12.686 maschi e 12.100 femmine. I bambini di età inferiore o uguale ai sei anni assommavano a 3.298, dei quali 1.733 maschi e 1.565 femmine. Infine, coloro che erano in grado di saper almeno leggere e scrivere erano 17.210, dei quali 9.734 maschi e 7.476 femmine.